# گوتاندا

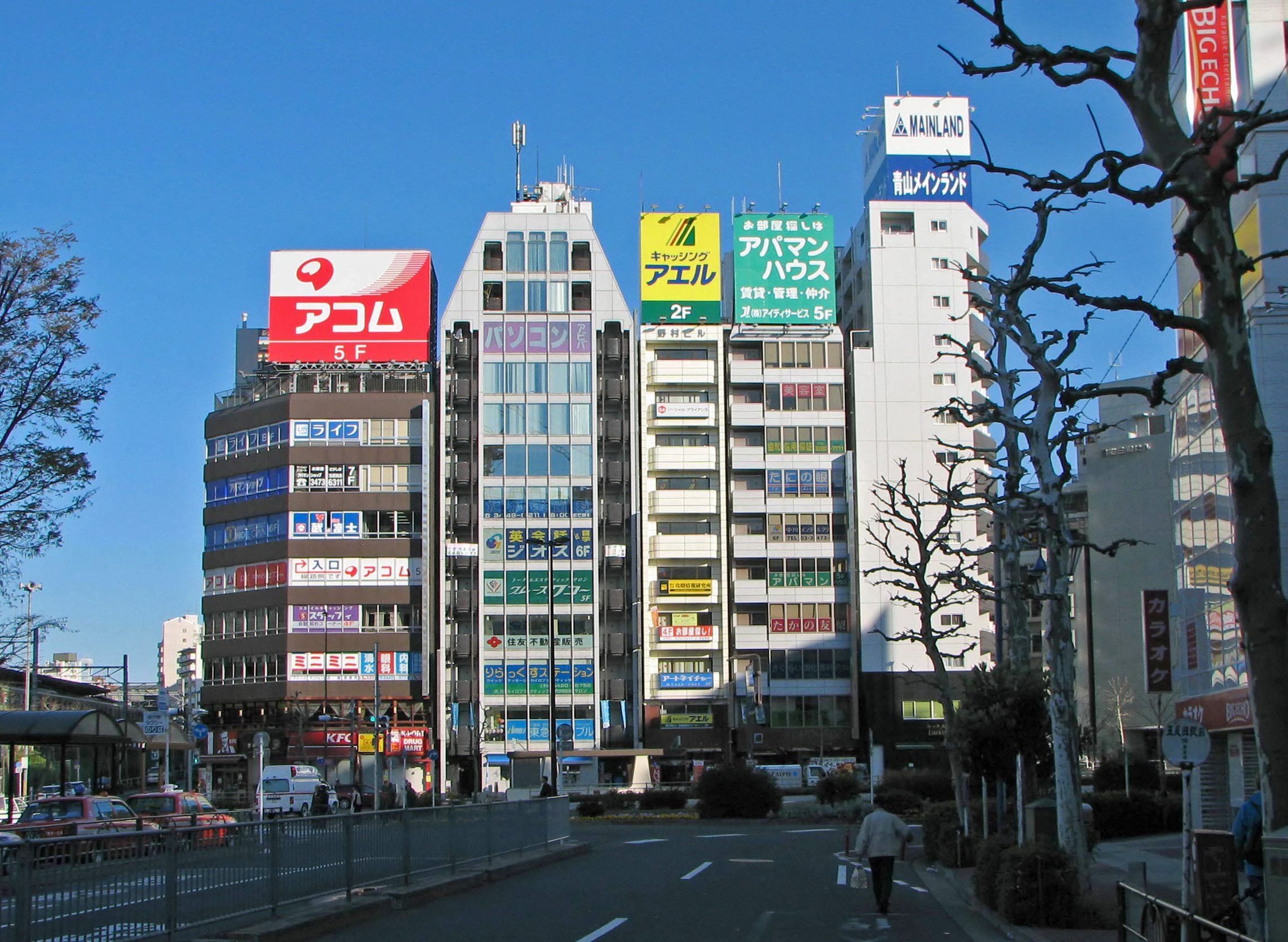
گوتاندا

گوتاندا (به ژاپنی: 五反田 Gotanda) یکی از محله‌های توکیو پایتخت ژاپن است که در منطقهٔ شیناگاوا واقع شده‌است.

## ایستگاه راه‌آهن
- جی آر، خط یامانوته، ایستگاه گوتاندا
- خط توکیو ایکه‌گامی